# Miguel Busquets
Miguel Busquets Terraza (Santiago del Cile, 15 ottobre 1920 – Santiago del Cile, 24 dicembre 2002) è stato un calciatore cileno, di ruolo centrocampista.

## Carriera
Con la Nazionale cilena partecipò al Campeonato Sudamericano de Football nel 1945, 1947 e nel 1949 e al Mondiale nel 1950.

## Palmarès
- Campionato cileno: 1

Universidad de Chile: 1940